# 朱秉欓
永壽恭和王朱秉欓（1477年—1538年），號愛山，明朝秦藩第五代永壽王，永壽莊僖王朱誠淋之庶長子。

## 生平
朱秉欓初封鎮國將軍。弘治八年（1495年）十二月，永壽莊僖王朱誠淋去世。弘治十年（1497年）十一月甲子，朱秉欓襲封永壽王。
弘治十三年（1500年），朱秉欓與汧陽王朱誠洌各上奏稱，欲遣人前往杭州府收買羅緞。明孝宗僅許一次，後不為例。嘉靖四年（1525年），朱秉欓獲賜《書傳》《四書集注》各一部。
嘉靖十七年薨，在位四十二年，享年六十一，諡號恭和。因其庶長子鎮國將軍朱惟燿早卒，繼妃邵氏以其所生的第六子鎮國將軍朱惟燱為嫡子為由，與朱惟燿之子朱懷墡爭襲永壽王，廷議前後十年不決。嘉靖二十八年（1549年），因秦王朱懷埢上書支持朱懷墡，朝廷乃最終令朱懷墡承襲永壽王。通過此次爭襲永壽王一事，明朝下令今後郡王正妃薨後不得再立繼妃。

## 家庭

### 妻妾
- 湯氏，初封鎮國將軍夫人，弘治十年（1497年）冊為永壽王妃。[3]
- 張氏，宮人，生朱惟燿。
- 邵氏，初封內助，後進封繼妃。

### 子
- 庶長子：鎮國將軍→永壽懷順王（追封）朱惟燿
- 第六子：鎮國將軍朱惟燱
- 子：鎮國將軍朱惟𦓒[8]